# Уденберг, Микаэль
Микаэль Ингемарссон Уденберг (швед. Mikael Ingemarsson Odenberg; род. 14 декабря 1953, Стокгольм) — шведский политический деятель, министр обороны (2006—2007).
В 1973—1974 служил в береговой артиллерии в Гётеборге, затем прошёл обучение на офицера запаса. В настоящее время имеет звание майора.
Учился в Стокгольмском университете (1975—1976) и Стокгольмской школе экономики (1976—1978).
В 1991 году избран в парламент от Умеренной партии, с 2003 председатель партийной парламентской группы.
Назначен на пост министра обороны 6 октября 2006 года. Ушёл в отставку 5 сентября 2007 года в знак протеста против урезания военных расходов.
Жена — Катерина, четверо детей. Сестра — Кристина Уденберг, бывший епископ Лунда.